# Miroirs et fumée
 (avril 2015).
Miroirs et fumée (titre original: Smoke and Mirrors) est un recueil qui regroupe différentes nouvelles de Neil Gaiman préalablement publiées dans des anthologies, des revues au autre. Parmi ces nouvelles se sont notamment fait remarquer Les Mystères du meurtre qui raconte les bouleversements qui ont lieu à la suite de la découverte du corps d'un ange au Paradis, Chevalerie où une vieille dame achète sans le savoir le Saint-Graal dans une boutique d'occasion et Galaad se montre à sa porte ou encore Neige, verre et pommes qui est une nouvelle version de Blanche-Neige pour public averti.
Une des nouvelles se trouve cachée au sein de l'introduction.

## Contenu
1. Lire les entrailles : un rondeau (Reading the Entrails : a Rondel)
2. Une introduction (Introduction)
3. Chevalerie (Chivalry)
4. Nicholas était... (Nicholas Was...)
5. Le Prix (The Price)
6. Le Troll sous le pont (Troll Bridge)
7. Ne demandez rien au Diable (Don't Ask Jack)
8. Le Bassin aux poissons et autres contes (The Goldfish Pool and Other Stories)
9. La Route blanche (The White Road)
10. La Reine d'épées (Queen of Knives)
11. Changements (Changes)
12. La Fille des chouettes (The Daughter of Owls)
13. La Spéciale des Shoggoths à l'ancienne (Shoggoth's Old Peculiar)
14. Virus (Virus)
15. Cherchez la fille (Looking for the Girl)
16. Une fin du monde de plus (Only the End of the World Again)
17. Alerte : animal à bout (Bay Wolf)
18. On peut vous les faire au prix de gros (We Can Get Them for you Wholesale)
19. Une vie, meublée en Moorcock première manière (One Life, Furnished in Early Moorcock)
20. Couleurs froides (Cold Colors)
21. Le Balayeur de rêves (The Sweeper of Dreams)
22. Corps étrangers (Foreign Parts)
23. Sizain vampire (Vampire Sestina)
24. La Souris (Mouse)
25. Le Changement de mer (The Sea Change)
26. Le Jour où nous sommes allés voir la fin du monde (When We Went to See the End of the World)
27. Vent du désert (Desert Wind)
28. Saveurs (Tastings)
29. Mignons à croquer (Babycakes)
30. Les Mystères du meurtre (Murder Mysteries)
31. Neige, verre et pommes (Snow, Glass, Apples)

## Sources
- Miroirs et fumée, Neil Gaiman, septembre 2003, J'ai lu, 2290325457
- « Miroirs et fumée » sur le site NooSFere